# 香蒜醬
香蒜醬（義大利語：pesto，義大利語發音：[ˈpesto]，熱那亞：[ˈpestu]），又譯青醬、罗勒酱，是起源於北義大利熱那亞和利古里亞地區的調味醬，以蒜泥、羅勒和松子，拌入橄欖油和起司製成。它的名稱是熱那亞字詞「pestâ」（pestare）過去分詞的簡寫，意為「搗碎、碾壓」，用來彰示香蒜醬以大理石缽與木杵人工碾碎大蒜的傳統製作過程。現今則是以類似刨刀的圓形基狀裝置取代杵缽。

## 外部連結
- 甜羅勒不是九層塔！一覽甜羅勒功效、青醬做法與食譜！